# Call of Duty: Black Ops III
Call of Duty: Black Ops III este un joc video first-person shooter din seria Call of Duty, dezvoltat de Treyarch și publicat de Activision. Jocul este o continuare a jocului din 2012, Call of Duty: Black Ops II. A fost lansat pentru platformele Microsoft Windows, PlayStation 4 și Xbox One pe 6 noiembrie 2015. O versiune limitată, dezvoltată de Beenox și Mercenary Technology, ce conține doar modul multiplayer, s-a lansat pentru platformele PlayStation 3 și Xbox 360.
Black Ops III are loc în anul 2065, la 40 de ani după evenimentele din Black Ops II, într-o lume ce se confruntă cu schimbarea drastică a climei și noi tehnologii. Similar cu predecesorii săi, povestea urmărește un grup de soldați black ops. Campania jocului este proiectată pentru a suporta gameplay cooperativ de 4 jucători, permițând un design de nivel mai mare și mai deschis, și mai puține împușcături pe coridoare. De vreme ce jucătorul este îmbunătățit cibernetic, jucătorii au acces la diferite activități speciale. Jocul conține și un mod de joc Zombies de sine stătător, și un mod de joc "Nightmares" care înlocuiește toți inamicii cu zombie.
Anunțat pe 26 aprilie 2015, jocul este primul din seria Call of Duty după despărțirea lui Activision de Microsoft Studios și parteneriatul cu Sony Computer Entertainment, care a asigurat exclusivitatea limitată a conținutului descărcabil. După lansare, jocul a primit recenzii pozitive din partea criticilor, cu toate că nu la fel de pozitive ca precedentele două din sub-serie, criticii lăudând gameplay-ul, modul de joc Zombies, și conținutul. Cu toate acestea, a fost criticat pentru povestea sa, absența personajelor preferate de fani în poveste, și lipsa inovației. Versiunile pentru consolele generației a șaptea au fost criticate în special pentru lipsa campaniei și pentru multe alte funcții, precum și pentru faptul că este doar-online. A fost un succes comercial, devenind cel mai profitabil joc din SUA în 2015, și unul dintre cele mai de succes jocuri lansate pentru a opta generație de console.

## Gameplay

### Campanie
Misiunile din Black Ops III au fost proiectate pentru a susține un gameplay cooperativ (co-op) între 4 jucători diferiți, ceea ce a dus la niveluri mult mai deschise și la mai puține împușcături pe coridoare. În plus, jucătorul își poate personaliza complet personajul ales, în materie de înfățișare vizuală și gen. Misiunile conțin și propriul sistem de progresare, precum deblocarea banilor pentru a obține diferite arme și echipamente pe măsură ce jucătorul avansează. Jocul conține și un mod "realist" de dificultate, în care personajul va muri dacă va fi lovit doar de un singur glonț.

### Multiplayer
Modul multiplayer introduce un nou sistem de mișcare, care va folosi pachete "ariviste", ce îi vor permite jucătorilor să efectueze mici sărituri în aer, să alerge pe ziduri și să alunece, în tot acest timp jucătorul având control complet asupra armei. Pe lângă sistemul Pick 10 din Black Ops II, Treyarch a implementat și un sistem numit "Specialists", unde jucătorul poate alege dintre 9 soldați diferiți, fiecare având ori o armă specială, ori o abilitate unică lor. Noul sistem "Gunsmith" permite personalizarea cu diferite combinații ale armelor., în timp ce sistemul Paintshop va permite jucătorilor să-și vopsească arma pe anumite porțiuni ale acesteia, accentuând și mai mult modul de personalizare al jocului.

## Intrigă

### Personaje
Distribuția jocului îi conține pe Christopher Meloni în rolul Comandantului John Taylor, Katee Sackhoff în rolul lui Sarah Hall, Sean Douglas în rolul lui Jacob Hendricks, Rachel Kimsey în rolul lui Rachel Kane și Tony Amendola în rolul Dr. Yousef Salim. Ben Browder, respectiv Abby Brammell, dublează versiunea masculină, respectiv feminină, a personajului controlat, în timp ce fundașul celor de la Seattle Seahawks, Marshawn Lynch, are un rol cameo ca și personaj negativ.

### Povestea
Pe 27 octombrie 2065, Player ("Jucătorul"—acest nume este dat de subtitrări) și partenerul său, Jacob Hendricks, se infiltrează într-o bază din Etiopia pentru a salva oameni ținuți ostatici de tiranicul NRC. Ei sunt ajutați de comandantul John Taylor și echipa sa de soldați cibernetici. Cu toate că misiunea se termină cu succes, Player este rănit în luptă de către un robot, și este nevoit să fie operat pentru a rămâne în viață. Lui Player îi este dat un Direct Neural Interface (DNI), care îi permite nu doar să-și controleze membrele cibernetice, ci și să comunice cu mașinăriile. Hendricks decide să folosească și el facilitățile cibernetice.
Cinci ani mai târziu, Player și Hendricks se află sub comanda agentului CIA Rachel Kane și sunt însărcinați cu investigarea unui zone CIA din Singapore, care nu a mai dat niciun semn. În timpul investigării, ei descoperă că zona a fost atacată de organizația 54 Immortals, cea mai puternică facțiune criminală din Singapore. După ce recuperează fișierele din zonă, Player, Hendricks, și Kane descoperă că Taylor și echipa lui au fost responsabili pentru atacarea acestei zone. Ei se duc să verifice ultima locație pe care echipa lui Taylor a vizitat-o: ruinele filialei Coalescence Corporation din Singapore, care a fost distrus într-o explozie misterioasă ce a omorât 300.000 de oameni. Player și Hendricks descoperă un laborator CIA secret sub clădire, iar Diaz, unul dintre oamenii lui Taylor, se află conectat la rețeaua companiei. Player este forțat să-l omoare pe Diaz pentru a preveni trimiterea informațiilor secrete către public. Hendricks se conectează la DNI-ul lui Diaz pentru a încerca să găsească informații, și descoperă că Taylor încearcă să găsească supraviețuitori ai exploziei. După aceea, Taylor postează public toate locațiile clădirilor CIA din lume, forțându-i pe Player și Hendricks să-l salveze pe Kane, care se află în clădire CIA din Singapore, de gruparea 54 Immortals. Liderul celor de la Immortals, Goh Xiulan, încearcă să-l omoare pe Player pentru a-și răzbuna fratele, care a fost omorât într-o altercație anterioară, dar ajunge să fie omorât chiar de Player. Hendricks începe să-l suspecteze pe Kane că le ascunde ceva.
Echipa se îndreaptă apoi spre Egipt, pentru a-l găsi pe dr. Yousef Salim, unul dintre cei doi supraviețuitori ai exploziei. Dr. Salim le spune că a lucrat, în secret, la un proiect ce implică experimente DNI ilegale pe oameni, și că treaba lui era să aline subiecții ce sunt emoțional instabili, folosind un exercițiu calmant ce consta din imaginarea unei păduri înghețate. Apoi, Taylor și echipa lui îl capturează pe dr. Salim, îl interoghează, după care îl execută. Cu ajutorul armatei egiptene, Player, Hendricks, și Kane încep să-l urmărească pe Taylor, omorându-i și pe ultimii membri rămași, Hall și Maretti. Player se conectează cu DNI-ul lui Hall și descoperă că Taylor și echipa sa au fost infectați de o entitate numită Corvus, creată din neatenție în timpul experimentelor secrete CIA ce au avut loc după explozia din Singapore. În cele din urmă, această entitate i-a făcut pe Taylor și echipa sa să devină nebuni, făcându-i obsedați de găsirea pădurii înghețate, pe care Corvus îi face să o creadă reală. Player realizează că atât el, cât și Hendricks, sunt infectați cu Corvus, și este doar o chestiune de timp până când vor apărea simptomele. Player și Hendricks îl urmăresc pe Taylor și se confruntă cu el în Cairo, unde Taylor își revine pentru puțin timp și își distruge DNI-ul, înainte ca să fie omorât de Hendricks. Cu toate acestea, Hendricks începe să manifeste simptomele și se îndreaptă către sediul Coalescence Corporation din Zürich, cu intenția de a împrăștia virusul Corvus către fiecare calculator din lume.
Player și Kane se îndreaptă către Zürich pentru a-l opri pe Hendricks, dar sunt încurcați atunci când Hendricks virusează întregul sistem de calculatoare al orașului și îndreaptă dronele militare către civili. Player și Kane reușesc să intre în sediul Coalescence, unde află că accidentul din Singapore a fost cauzat de experimentele cu substanța Nova 6, substanță care se află, în cantitate mare, și în sediul din Zürich. Corvus folosește DNI-ul pentru a-l păcăli pe Player, spunându-i că substanța este pe cale de a fi răspândită prin tot orașul, iar Kane este omorâtă atunci când Corvus împrăștie substanța în camera în care era închisă. Player continuă, și se întâlnește cu Hendricks, dar și cu ultimul supraviețuitor al exploziei de la Coalescence, Sebastian Krüger. Imediat după ce Hendricks îl omoară pe Krüger, Player îl omoară pe Hendricks. Pentru a opri infecția cu Corvus, Player încearcă să se sinucidă, dar ajunge într-o lume ireală, creată de propriul DNI. Acolo, Player este reunit cu Taylor, care îl ajută în lupta împotriva entității. Taylor îi explică lui Player că singura metodă de a opri Corvusul pentru totdeauna este a curăța sistemul DNI. După o luptă împotriva forțelor iluzorii ale entității, Player reușește să-și recapete controlul asupra corpului și înlatură complet Corvusul din DNI. După ce Player reușește să iasă din clădire, forțe ale securității ajung la fața locului și îi cer lui Player să se identifice. Player răspunde că numele său este "Taylor".
La finalul jocului, sub forma unui jurnal al lui Taylor, ne este arătat că Player murise cu puțin timp înainte de operație, indicându-se că fiecare eveniment care s-a întâmplat după este, de fapt, o născocire a lui Player, bazată pe experiența lui Taylor din viața reală; el și echipa sa au plecat în căutarea unui agent-fantomă, Dylan Stone. Singura diferență este că, în visul lui Player, echipa sa era formată din Taylor, Hall, Diaz și Maretti.

## Dezvoltare
Call of Duty: Black Ops III este cel de-al doisprezecelea titlu din franciza Call of Duty și al treilea joc din seria Black Ops. Acesta este cel de-al doilea joc din ciclul de trei ani al lui Activision, după Call of Duty: Advanced Warfare. Acest ciclu permite fiecărei echipe de dezvoltare a seriei Call of Duty (Infinity Ward, Treyarch și Sledgehammer Games) să dezvolte, pe rând, jocuri, într-un timp de 36 de luni. Black Ops III va folosi o versiune modificată radical a motorului grafic IW engine, folosită anterior și în Black Ops II.
Pe 9 iunie 2015, versiunile pentru platformele PlayStation 3 și Xbox 360 au fost confirmate că se află în stadiul de dezvoltare de către Beenox și Mercenary Technology. Acestor versiuni le vor lipsi anumite lucruri disponibile celorlalte platforme, precum modul single-player al jocului. Pe 15 iunie 2015, a fost anunțat că toate DLC-urile jocurilor din seria Call of Duty, începând cu Black Ops III, vor fi lansate prima dată exclusiv pentru platformele PlayStation, ca urmare a înțelegerii făcute cu Sony Computer Entertainment. Aceasta încheie înțelegerea similară făcută cu Microsoft, începută odată cu Call of Duty 4: Modern Warfare.
Versiunea beta a modului multiplayer s-a lansat pentru platforma PlayStation 4 în data de 18 august 2015, iar cea pentru platformele Xbox One și Microsoft Windows în data de 26 august 2015. Toate versiunile beta ale modului multiplayer au rulat pentru șase zile.

### Muzica
Jack Wall, care a compus anterior coloana sonoră de la Call of Duty: Black Ops II, s-a întors alături de Brian Tuey pentru a furniza câteva melodii. Jocul a conținut și câteva piese instrumentale, numite "Jade Helm", furnizate de Avenged Sevenfold.

## Recepție
Call of Duty: Black Ops III a primit recenzii pozitive. GameSpot a acordat jocului o notă de 7 din 10, spunând că "Black Ops III nu oferă nimic remarcabil seriei, dar menține statusul quo al lui Call of Duty. Franciza, cu toate acestea înceată, își continuă marșul inexorabil." Polygon a acordat aceeași notă de 7 din 10, spunând că "Conținutul lui Black Ops III este destul de bun, dar Treyarch nu duce seria neapărat mai departe." IGN i-a acordat jocului o notă de 9,2 din 10, spunând: "Cu un co-op de 4 jucători, puteri noi, și un mod Zombies reîmprospătat, Black Ops 3 este cel mai bun joc Call of Duty de până acum."

### Vânzări
Black Ops III s-a vândut 'semnificativ' mai bine decât Advanced Warfare și Ghosts, câștigând peste 550 de milioane $ în primele trei zile de la lansare. În Regatul Unit, Black Ops III a surclasat Halo 5: Guardians pentru a deveni cel mai bine vândut joc video. În noiembrie, Black Ops III a fost cel mai bine vândut titlu, conform NPD. Black Ops III a devenit, mai târziu, cel mai bine vândut joc al anului 2015. Conform Activision, Black Ops III a fost unul dintre cele mai profitabile jocuri lansate pe generația a opta de console, și performanța sa financiară este semnificativ mai bună decât cea a predecesorului său, Call of Duty: Advanced Warfare.

### Premii
| Lista premiilor și nominalizărilor | Lista premiilor și nominalizărilor | Lista premiilor și nominalizărilor | Lista premiilor și nominalizărilor |
| Premiul                            | Categorie                          | Rezultat                           | Ref.                               |
| ---------------------------------- | ---------------------------------- | ---------------------------------- | ---------------------------------- |
| The Game Awards 2015               | Cel mai bun shooter                | Nominalizare                       | [ 40 ]                             |
| The Game Awards 2015               | Cel mai bun mod Multiplayer        | Nominalizare                       | [ 40 ]                             |